# Ùzėmčin
Gli Ùzėmčin (mongolo: Үзэмчин; in russo узумчины, Uzumčiny), Üzemchin nella traslitterazione anglosassone, sono una minoranza etnica nella provincia del Dornod in Mongolia; risiedono principalmente nei distretti (sum) di Sėrgėlėn e Bajantùmėn e nella città di Čojbalsan. Sono presenti anche nella città di Hovd, capoluogo della provincia omonima. Nella Mongolia orientale risiedono nel sum di Ėrdėnėtcagaan (Эрдэнэцагаан сум), nella provincia di Sùhbaatar.
Come altre minoranze etniche del Dornod, gli ùzėmčin non sono abitanti originari della provincia; migrarono dalla Mongolia Interna immediatamente dopo che la Cina fu liberata dall'occupazione giapponese nel 1945. Il popolo ùzėmčin discende dai mongoli della Mongolia orientale.